# Czeremosznia
 Czeremosznia (ukr. Черемошня) – wieś w obwodzie lwowskim, w rejonie złoczowskim na Ukrainie. Miejscowość liczy 266 mieszkańców. Samorząd stanowi Rada Wsi Biały Kamień. 
W II Rzeczypospolitej wieś w powiecie złoczowskim województwa tarnopolskiego.
W 1943 nacjonaliści ukraińscy z OUN-UPA zamordowali tutaj 6 Polaków, leśników.

## Położenie
Według Słownika geograficznego Królestwa Polskiego i innych krajów słowiańskich: Czeremosznia to wieś w powiecie złoczowskim, nad Bugiem, położona o ćwierć mili na wschód od Białego Kamienia, o półtorej mili na północny zachód od Złoczowa o jedną milę na południe od Oleska.

## Ludność
W latach 1880–1902 ludność wyznania rzymskokatolickiego liczyła 195 osób, greckokatolickiego 260, izrael. 64, razem 519 osób. Wieś należała do obwodu parafii w Białym Kamieniu.
W Czeremoszni urodził się franciszkanin o. Korneli Czupryk.

## Święta Góra
W odległości 1 km na północny wschód od wsi znajduje się pomnik przyrody, obszar chroniony - Święta Góra, Свята Гора.

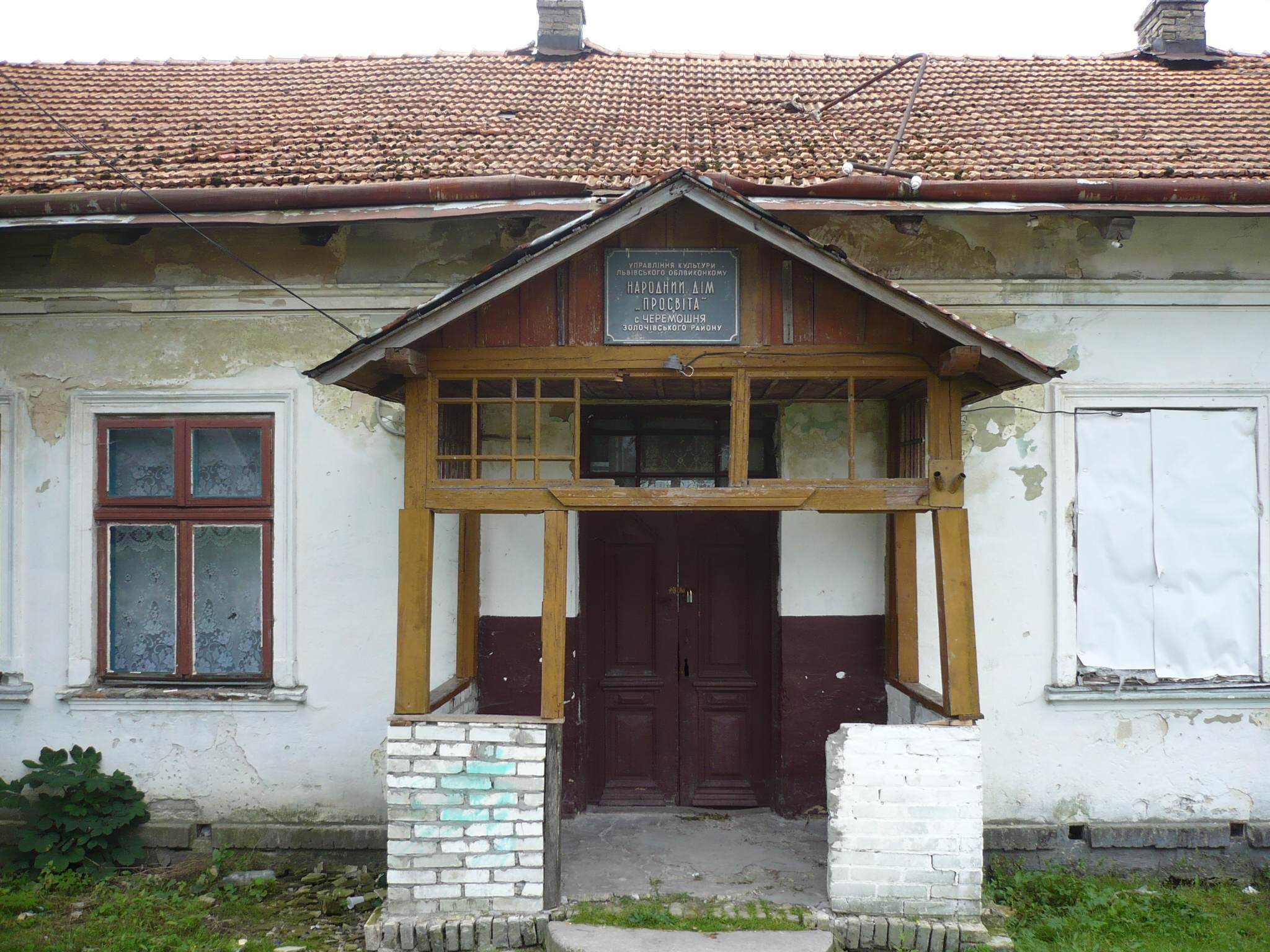
Dom Narodowy (2009 )
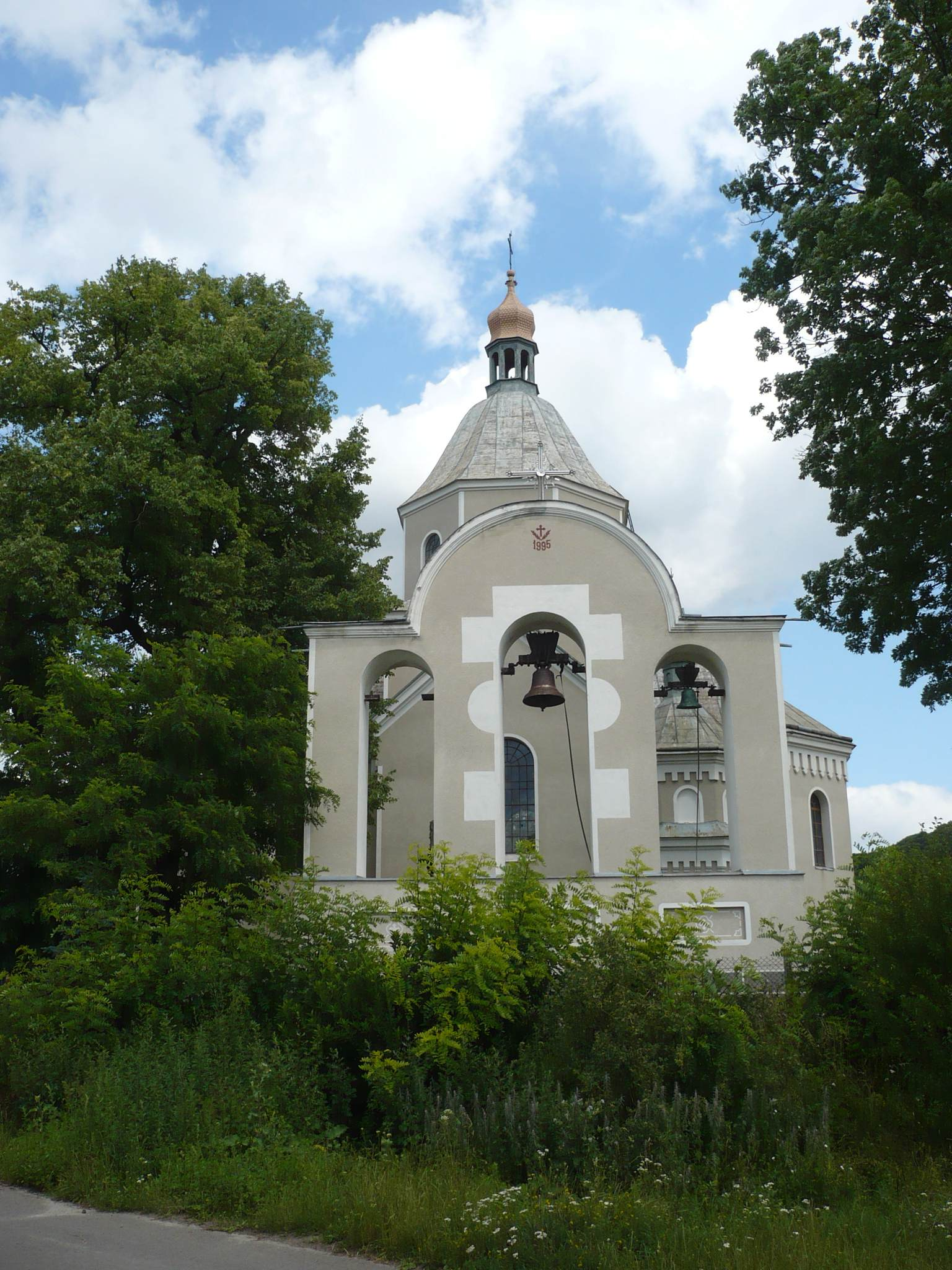
Dzwonnica przy cerkwi (2009)
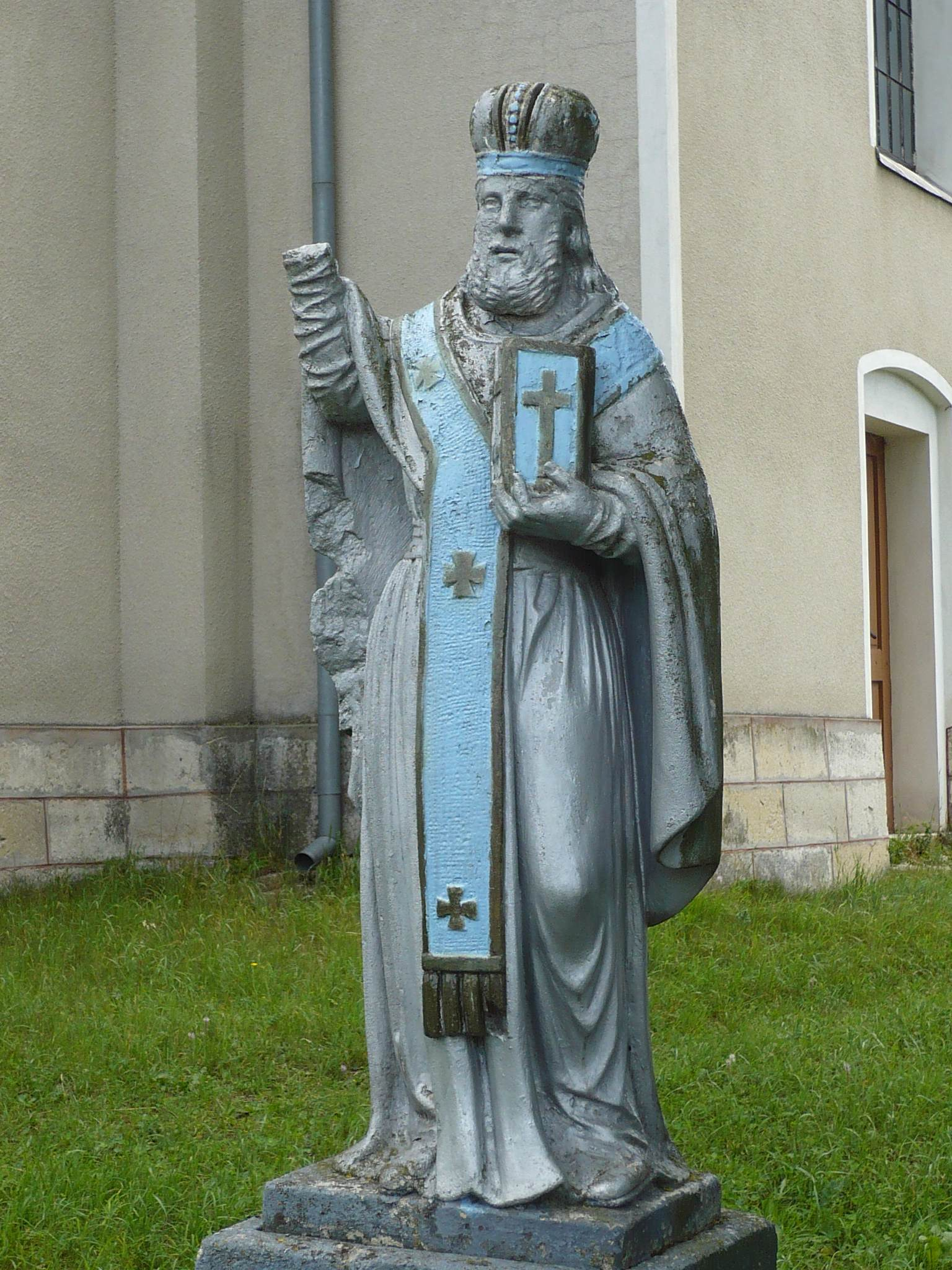
Figura św. przy cerkwi (2009)
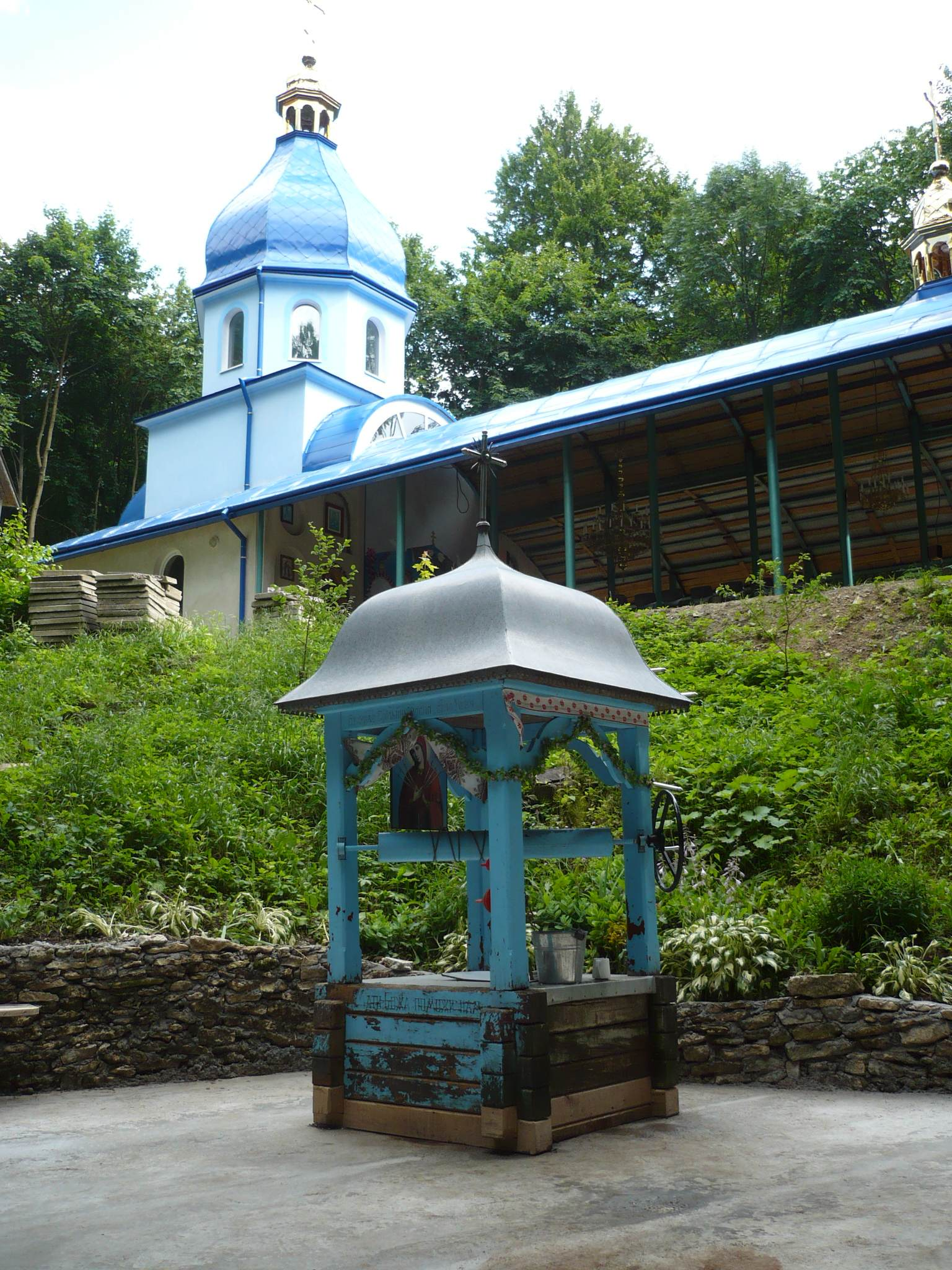
Kaplica na Świętej Górze (2009)